# Cimetière militaire américain de Neuville-en-Condroz
Le cimetière militaire américain de Neuville-en-Condroz, ou l'Ardennes American Cemetery, est l'un des quatorze cimetières permanents américains de la Seconde Guerre mondiale établis hors des États-Unis. Il est géré par l'American Battle Monuments Commission. Il se situe sur le territoire de la commune de Neupré, à une vingtaine de kilomètres au sud-ouest de Liège en Belgique, le long de la route nationale 63.

## Description
Le cimetière abrite sur 36,5 hectares les dépouilles et les sépultures de 5.328 soldats, dont nombre sont tombés lors de la bataille des Ardennes.
La commune de Neupré fut libérée le 7 septembre 1944 par la 3e division blindée, et un cimetière provisoire fut établi sur le site le 8 février 1945. Lorsque le site fut retenu par les États-Unis pour devenir un cimetière permanent, la Belgique accorda le libre usage du terrain à perpétuité. 
Le cimetière a une forme rectangulaire. Ses carrés de tombes dessinent une croix grecque et sont séparés par deux allées qui s’entrecoupent en son centre.
Le Mémorial, construit en calcaire anglais de Whitbed, est un grand parallélépipède austère. Sa base repose sur un socle de granit bleu du Danube que l’on atteint à l’aide de sept marches, ces dernières ceinturant entièrement le bâtiment.
Un aigle américain haut de plus de cinq mètres est sculpté en haut-relief sur la façade sud. Il est entouré de trois personnages féminins symbolisant la Justice, la Liberté et la Vérité et treize étoiles représentants les États-Unis. Les noms, unités et État américain d'origine des personnes ensevelies figurent sur des dalles entourant le Mémorial.
Les murs intérieurs sud, est et ouest du Mémorial sont décorés de grandes cartes en marbre dont les nuances vont du blanc au crème et du gris au noir. La plupart des inscriptions sont en bronze. Les détails topographiques et militaires sont rendus en mosaïque ou en bronze émaillé. La carte au-dessus de la porte illustre la dernière offensive ennemie connue sous le nom de bataille des Ardennes, suivie de l’avance des Forces alliées vers le Rhin.

## Galerie d'images

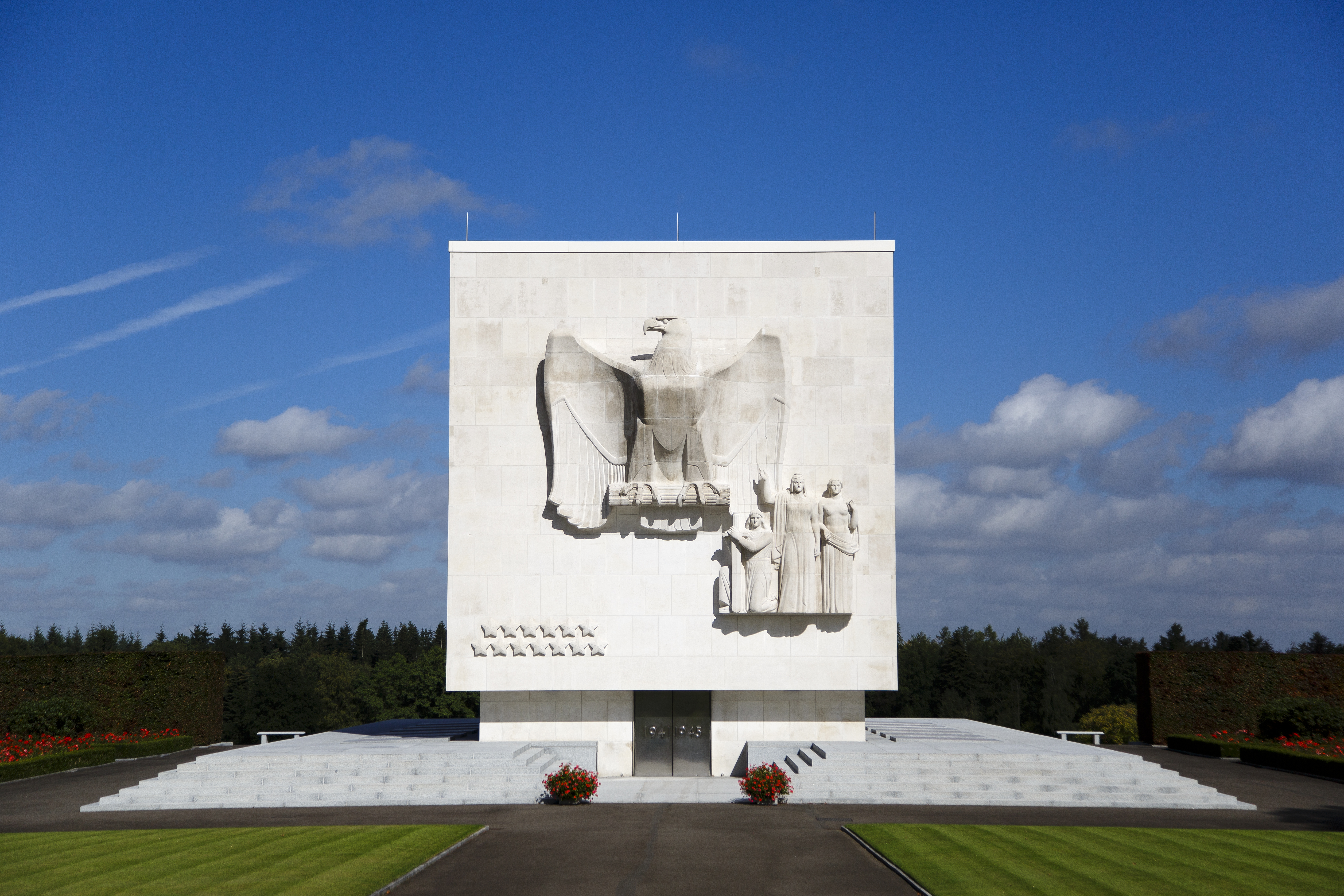
Mémorial du cimetière américain de Neuville-en-Condroz
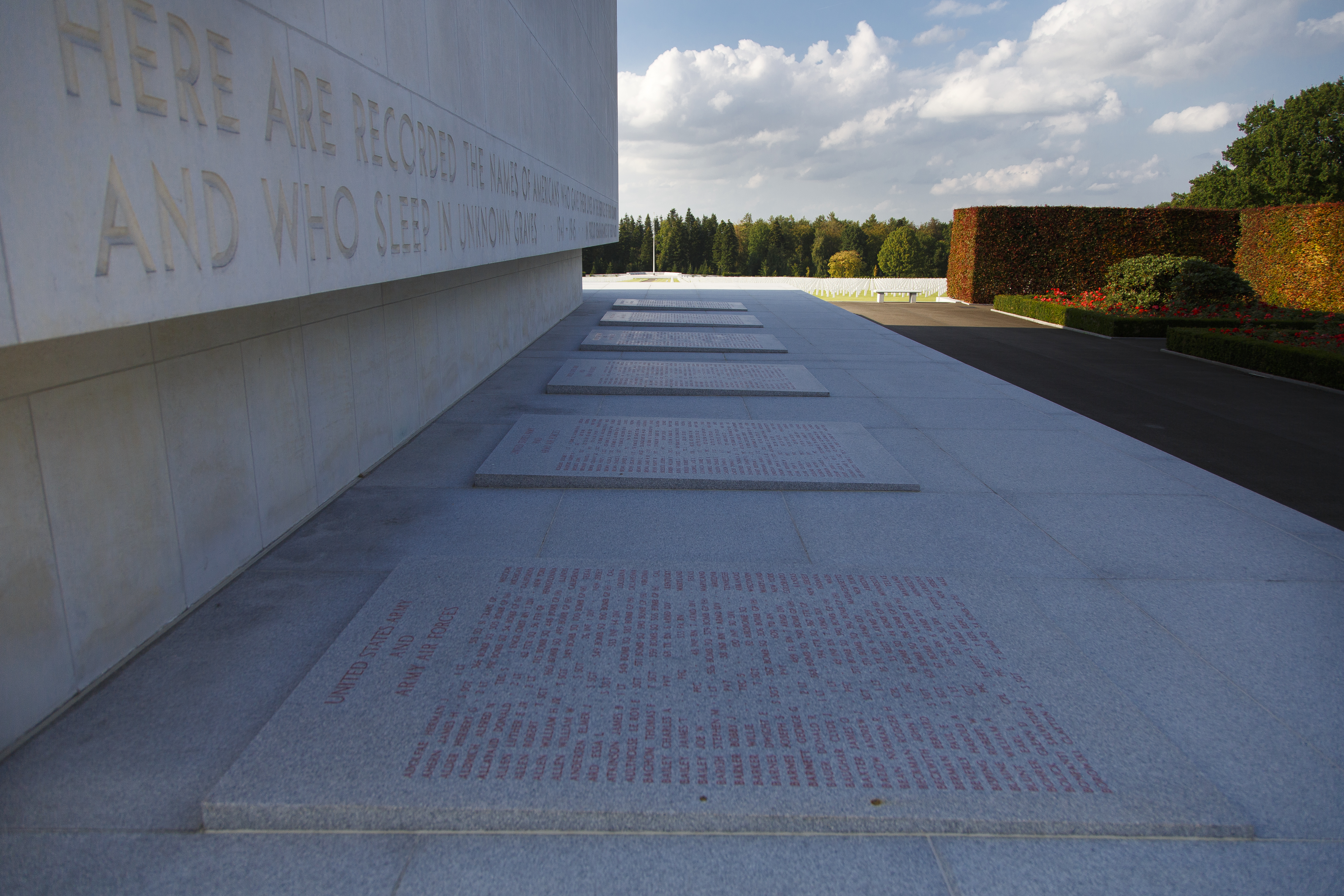
Détail des noms des soldats disparus au cimetière américain de Neuville-en-Condroz
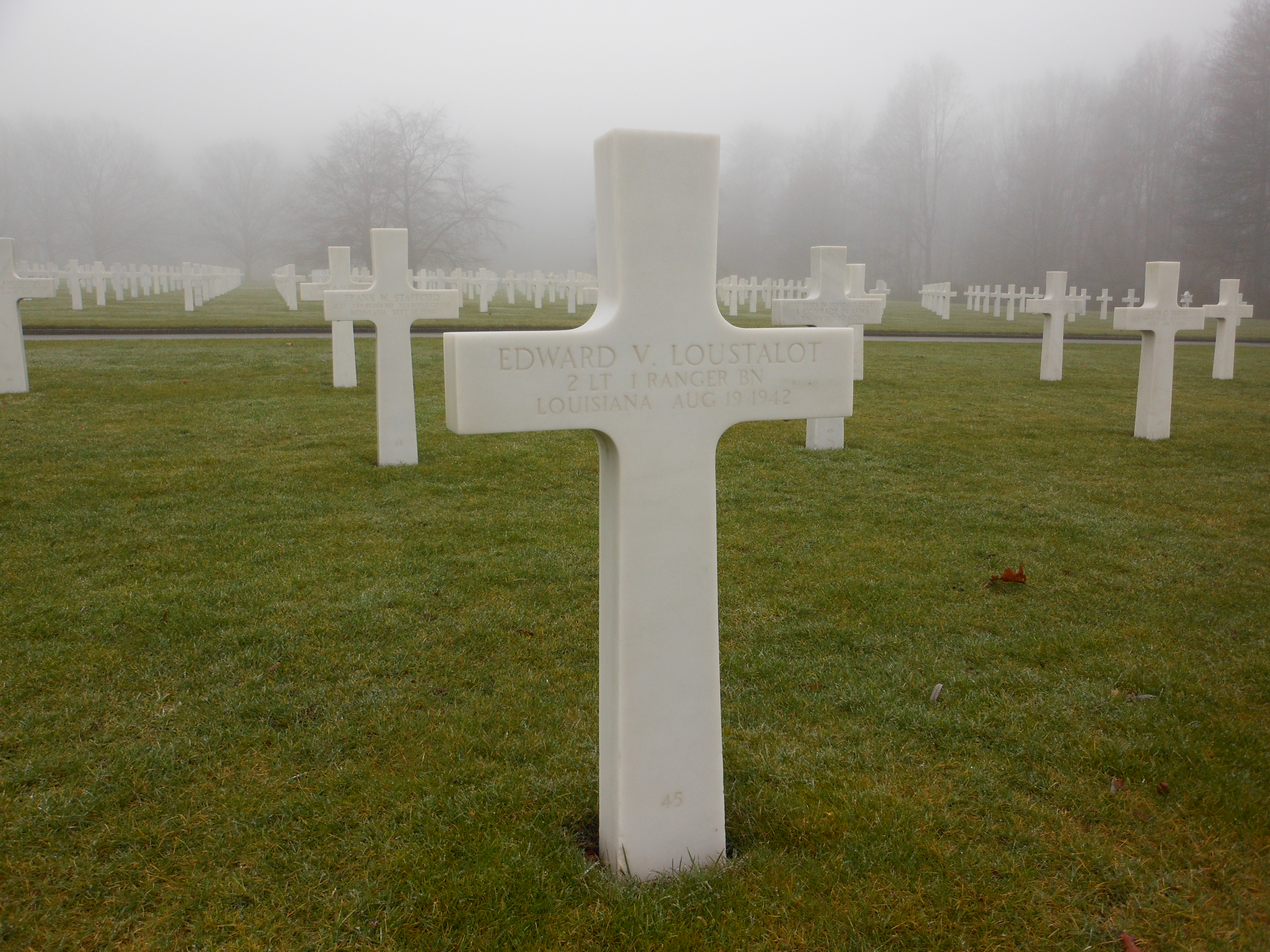
Sépulture d'Edward V. Loustalot considéré comme le premier soldat américain tué par les Allemands pendant la Seconde Guerre mondiale.
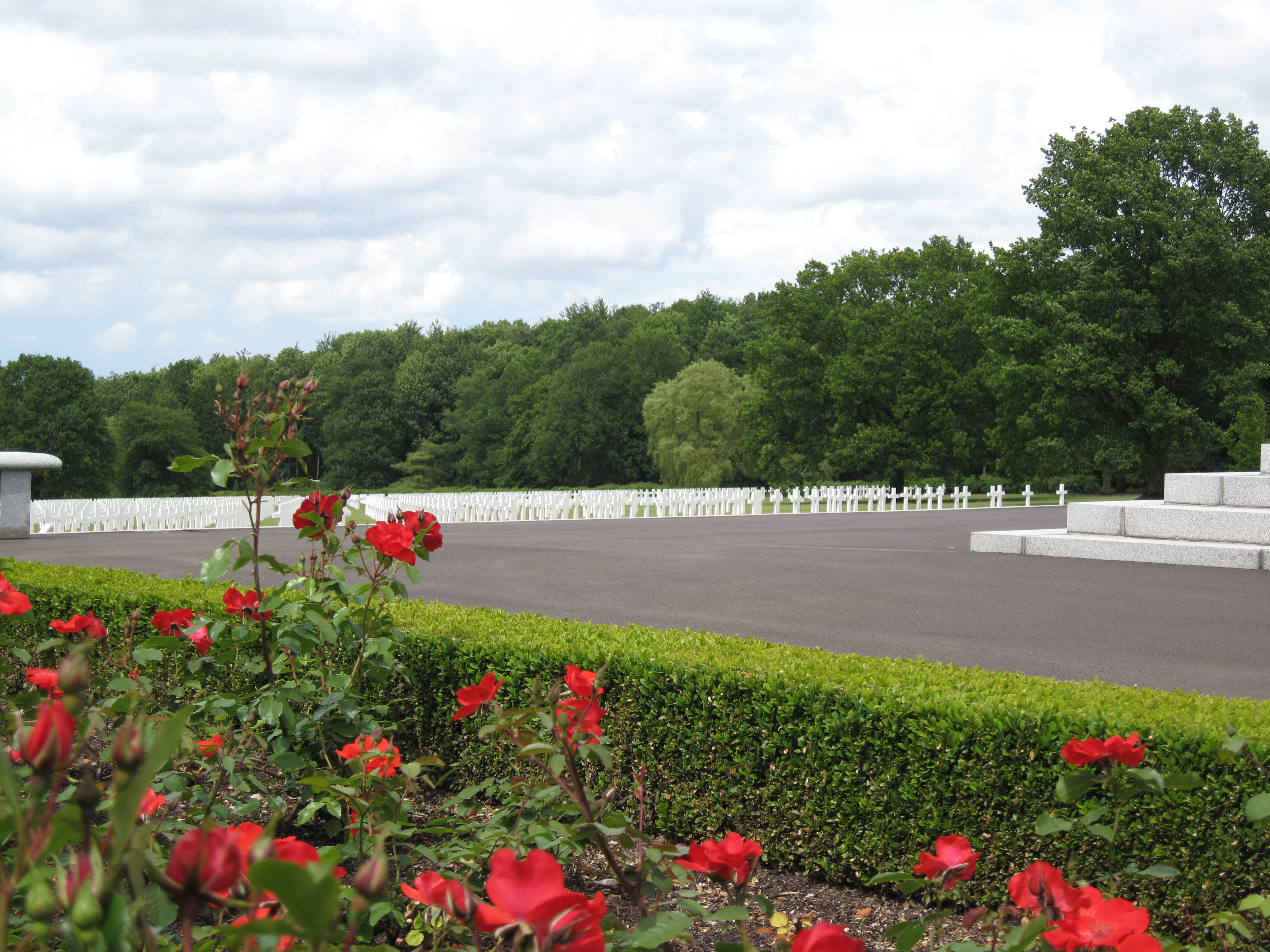
Jolis rosiers bien entretenus pour nos héros